# Kaballà
Kaballà, seudónimo de Giuseppe Rinaldi, conocido como Pippo (Caltagirone, 7 de julio de 1953), es un músico, cantautor y compositor italiano.

## Carrera
En 1990 inició su colaboración con el cine, escribiendo, sobre música de Nino Rota, el texto en siciliano de la famosa serenata cantada en la película El padrino III de Francis Ford Coppola. La canción fue recuperada recientemente por Avion Travel en su álbum  Nino Rota, l'amico magico, dedicado a la obra del compositor.
Giuseppe Rinaldi, también conocido como Kaballà, vive y trabaja en Milán desde hace muchos años. Su primer disco es Petra Lava (CGD 1991), un trabajo en el que se mezclan elementos estilísticos de la música popular, el rock y la world music. También en 1991 fue finalista del premio Tenco.
Su segundo álbum, Le vie dei canti (Polydor 1993), sigue con su estilo y el camino emprendido en busca de la contaminación de estilos musicales, inspiraciones literarias y la lengua siciliana. Pero en su tercer álbum Lettere dal fondo del mare (Polydor 1996), Kaballà abandona casi por completo lo siciliano, destacando su gran pasión por la composición italiana y por las atmósferas del rock electroacústico americano.
En el mismo período compuso entre Moscú y Milán la banda sonora de la película ítalo-rusa La delegazione di Alexander Galin. También experimenta con sonidos electrónicos en la composición de la banda sonora del cortometraje Amati matti del director Daniele Pignatelli, presentado en el 54.º Festival Internacional de Cine de Venecia, 1997.
El CD en vivo Astratti furori (Musica & Suoni 1998) toma su título de una de las dos canciones inéditas contenidas en el álbum, una antología de sus mejores canciones, re-propuestas en versión unplugged y grabadas durante una gira en Sicilia.
Tras la publicación de su último disco, Kaballà trabaja y se consolida cada vez más como autor, con una sorprendente incursión en el terreno de los musicales. En 2000 es coautor de algunas canciones inéditas del musical Eppy, l'uomo che ha costruito il mito dei Beatles y en 2003 firma las adaptaciones en italiano de todas las canciones del musical Fame.
En 2005 Kaballà colaboró con Eros Ramazzotti, firmando varios temas del álbum Calma apparente y los temas inéditos del álbum doble “E2”, incluyendo duetos con Anastacia y Ricky Martin. En el mismo año se consolida la sociedad artística con su amigo Mario Venuti, con quien inicia una intensa colaboración para componer la mayoría de sus canciones, e igualmente para otros intérpretes: Venuti, Magneti, L'officina del fantastico, Recidivo, L'ultimo romantico, Il tramonto dell'Occidente, Motore di vita...
Tras un primer debut como autor en el Festival de Sanremo en 1999 con la canción  Non ti dimentico (Se non ci fossero le nuvole) interpretada por Antonella Ruggiero, son cuatro los festivales en los que Kaballà y Venuti participan como coautores: en 2004 con el tema Crudele, cantada por el propio Venuti, con la que obtienen el premio de la Crítica; en 2005, con la pieza Echi d'infinito de Antonella Ruggiero, que obtiene el primer lugar en la categoría femenina; con las canciones Un altro posto nel mondo (2006) y A ferro e fuoco (2008) siempre interpretadas por Mario Venuti. Regresa a Sanremo en 2010 firmando la canción de Nina Zilli, L'uomo che amava le donne, que obtiene el premio de la Crítica, y en 2017 con Marianne Mirage y el tema Le canzoni fanno male.
Entre los muchos artistas con los que Kaballà ha colaborado a lo largo de los años se encuentran Anna Oxa, Mietta, Antonella Ruggiero, Carmen Consoli, Paola Turci, Raf, Ron, Alex Britti y los Tazenda.
Al mismo tiempo Kaballà llega al mercado discográfico internacional del "tenor pop": es autor de una canción inédita en italiano compuesta y producida por David Foster e interpretada por el joven tenor estadounidense Josh Groban, firma la versión italiana de "Angels" de Robbie Williams, cantada por el joven barítono austriaco Patrizio Buanne y la de "I Will Always Love You" de Dolly Parton interpretada por la soprano galesa Katherine Jenkins. Adapta algunos éxitos internacionales en italiano (de Elton John a R.E.M.) interpretados por el tenor inglés Tony Henry acompañado de la Royal Philharmonic Orchestra y también llega al mercado francés firmando temas para ZAZ y el joven tenor Vincent Niclò.
En 2008 Kaballà co-firma algunas canciones del álbum Amore infinito de Plácido Domingo, un proyecto que nace de la idea de convertir en canciones los poemas y escritos de Karol Józef Wojtyła.
En 2015, junto con Mario Incudine, firmó la traducción al siciliano de Le supplici di Eschilo, puesta en escena en el Teatro Griego de Siracusa bajo la dirección de Moni Ovadia y música original de Mario Incudine.

## Discografía
- Petra lavica (1991) - CGD Warner
- Le vie dei canti (1993) - Polydor
- Lettere dal fondo del mare (1996) - Polydor
- Astratti furori [en vivo] (1998) - Musica & Suoni

### Artistas para los que ha escrito canciones
- Alessandra Amoroso
- Aram Quartet
- Avion Travel
- Matteo Becucci
- Brando
- Carmen Consoli
- Delta V
- Plácido Domingo
- Josh Groban
- Katherine Jenkins
- Patrizia Laquidara
- Marco Mengoni
- Mietta
- Marianne Mirage
- Nicky Nicolai
- Noemi
- Anna Oxa
- Susanna Parigi
- Raf
- Eros Ramazzotti
- Ron
- Antonella Ruggiero
- Valerio Scanu
- Tazenda
- Paola Turci
- Mario Venuti
- ZAZ
- Nina Zilli
- Umberto Alongi